# 嫁島
嫁島（よめじま）は、東京都小笠原村に属する無人島。聟島列島の最南端の島で、父島列島から最も近い位置にあり、父島の北約50kmにある。面積0.81km2。小笠原国立公園に含まれている。季節的漁業者の停泊地として用いられている。
現在は無人島だが、戦前は住民が暮らしており、1907年の調査では人口6人、1918年の調査では人口20人を数えていた。住民が定住するまでは森林が分布していたと考えられているものの、定住やかつての住民が飼っていたヤギが野生化したことで植生破壊が行われていた。このため、東京都によって元来の環境を取り戻すため、ヤギの駆除が行われ、2001年に根絶が達成された。現在はウドノキ林のような元来の植生の回復が図られている。
植物種としてコゴメビエなどが存在する。海鳥類ではクロアシアホウドリが生息するほか、2013年にはコアホウドリの繁殖が確認されている。2000年にはアホウドリが営巣し抱卵していることが確認されているが、その後は確認されなかった。
2016年に入り、嫁島でアホウドリのひなが一羽確認された。聟島列島のうち聟島では繁殖地の形成に向けた事業が行われており、同島で人工飼育された個体か、これに誘引されて同列島に来たアホウドリの個体による繁殖と見られている。